# Cardamine calcicola
Cardamine calcicola är en korsblommig växtart som beskrevs av William Wright Smith. Cardamine calcicola ingår i släktet bräsmor, och familjen korsblommiga växter. Inga underarter finns listade i Catalogue of Life.